# Zamarada seydeli
Zamarada seydeli là một loài bướm đêm trong họ Geometridae.